# Факультет філології та журналістики ВНУ імені Лесі Українки
Факультет філології та журналістики Волинського національного університету імені Лесі Українки — навчальний підрозділ, в якому зосереджено наукові дослідження та підготовку фахівців із україністики, полоністики та журналістики.

## Історія створення

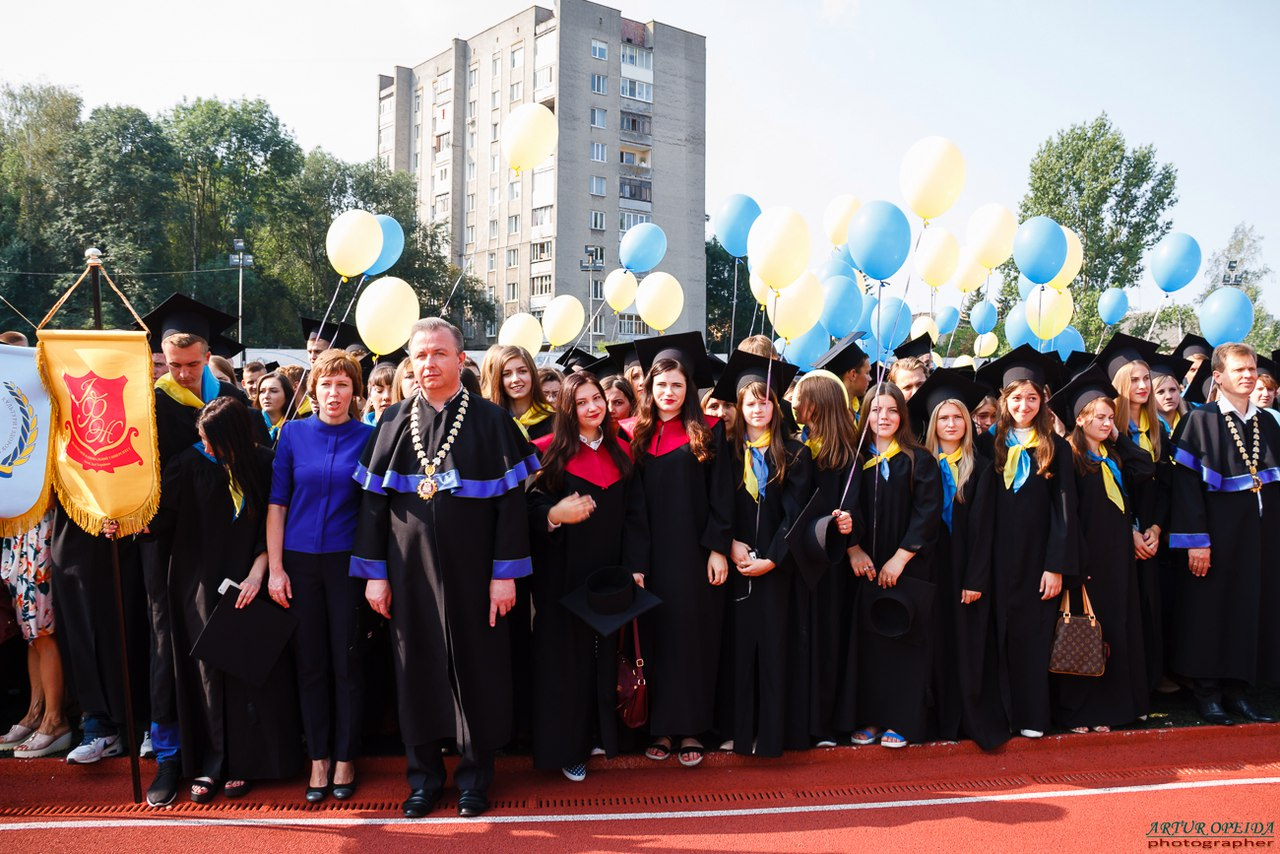
Посвята в студенти, 2016

Підготовка фахівців з української та російської філології на Волині почалася зі створенням Луцького державного учительського інституту. 1946 року спільним наказом Управління у справах вищої школи при Раді Міністрів УРСР та Міністерства освіти УРСР у навчальному закладі було створено історико-філологічне відділення, а 1948 року відбувся перший випуск учителів-словесників. 1952 року історико-філологічне відділення реорганізовано в історико-філологічний факультет Луцького державного педагогічного інституту імені Лесі Українки. 1969 року у зв'язку з реорганізацією історико-філологічного факультету постав філологічний факультет як окремий структурний підрозділ педагогічного інституту.
1993 року у зв'язку зі створенням Волинського державного університету імені Лесі Українки філологічний факультет переживає наступну реорганізацію. На його базі створено два підрозділи (факультет україністики та факультет слов'янської філології), які знову буде об'єднано в єдиний — філологічний — факультет 2002 року. 

Із 2001 року на факультеті започатковано підготовку фахівців зі спеціальності «Мова та література (польська)». 2006 року ліцензовано напрям підготовки фахівців «Видавнича справа та редагування», 2007 року — напрям «Журналістика». 

Деканами філологічного факультету в попередні роки були І. І. Сірак, Є. Г. Сухомлин, Є. Л. Михальчук, В. Л. Удалов, Рисак Олександр Опанасович, В. І. Бортніков, Кралюк Петро Михайлович, В. С. Зубович, Т. М. Покровська, А. К. Мардієва, М. В. Сур'як. Із 2005 року обов'язки декана філологічного факультету виконував кандидат філологічних наук, доцент Юрій Васильович Громик. 

У травні 2009 року філологічний факультет реорганізовано було в новий навчально-науковий підрозділ європейського зразка — Інститут філології та журналістики. Деканом факультету філології та журналістики було обрано Громика Юрія Васильовича.
У вересні 2016 року Інститут було перейменовано на факультет філології та журналістики.
У 2019 році деканом факультету філології та журналістики стала кандидат філологічних наук, доцент Лавринович Лілія Богданівна.

## Структура
Нині на факультеті діють такі кафедри:
- української літератури (завідувач — кандидат філологічних наук, доцент Яручик Віктор Павлович)

- української мови (завідувач — доктор філологічних наук, професор Костусяк Наталія Миколаївна)

- історії та культури української мови (завідувач — кандидат філологічних наук, професор Богдан Світлана Калениківна)
- теорії літератури та зарубіжної літератури (завідувач — доктор філологічних наук, доцент Романов Сергій Миколайович)
- полоністики і перекладу (завідувач — доктор філологічних наук, професор Сухарєва Світлана Володимирівна)
- соціальних комунікацій (завідувач — кандидат філологічних наук, доцент Кошелюк Олена Василівна)

## Професорсько-викладацький склад
Факультет філології та журналістики відзначається висококваліфікованим професорсько-викладацьким складом та поважними академічними традиціями. На факультеті склався потужний науковий осередок, що представлений кількома філологічними школами, добре відомими в Україні. Серед 59 штатних науково-педагогічних працівників 58 мають наукові ступені та вчені звання. На 6 випускових кафедрах працюють 16 докторів філологічних наук, професорів або доцентів (М. В. Мірченко, М. В. Моклиця, Л. К. Оляндер, В. Ф. Давидюк, Г. Л. Аркушин, Н. Г. Колошук, Н. О. Данилюк, Н. М. Костусяк, О. Г. Межов, Г. І. Яструбецька, І. М. Констанкевич, І. А. Мельник, М. В. Жуйкова, Т. Є. Масицька, Т. П. Левчук, С. М. Романов), 1 доктор наук із соціальних комунікацій, професор (С. І. Кравченко), 2 кандидати філологічних наук, професори (С. К. Богдан, Ю. В. Громик), 39 кандидатів філологічних наук, доцентів або старших викладачів, 3 кандидати наук із соціальних комунікацій, доценти або старші викладачі.

## Спеціальності
- Спеціальність 035 «Філологія» Спеціалізація 035.01 «Українська мова та література» Освітня програма «Українська мова та література. Світова література»

Кваліфікація, яку буде присвоєно випускникам: фахівець з української та польської / англійської мов, української та зарубіжної літератури. Другу мову спеціальності (польську чи англійську) обирає вступник після зарахування на навчання. На момент вступу знання польської мови не обов'язкове.

- Спеціальність 014 «Середня освіта (Українська мова і література» Освітня програма «Середня освіта. Українська мова та література. Світова література»

Кваліфікація, яку буде присвоєно випускникам: учитель української та польської / англійської мов, української та зарубіжної літератури. Другу мову спеціальності (польську чи англійську) обирає вступник після зарахування на навчання. На момент вступу знання польської мови не обов'язкове.
- Спеціальність 035 «Філологія» Спеціалізація 035.033 «Слов'янські мови та літератури (переклад включно), перша — польська» Освітня програма «Мова та література (польська). Переклад»

Кваліфікація, яку буде присвоєно випускникам: фахівець із польської мови та літератури, перекладу та англійської мови. На момент вступу знання польської мови не обов'язкове.
- Спеціальність 014 «Середня освіта» (Мова і література (польська)" Освітня програма «Середня освіта. Польська мова»

Кваліфікація, яку буде присвоєно випускникам: учитель польської та англійської мов (із додатковими навичками перекладу). На момент вступу знання польської мови не обов'язкове.
- Спеціальність 061 «Журналістика» Освітня програма «Журналістика і міжкультурна комунікація»

Кваліфікація, яку буде присвоєно випускникам: журналіст, фахівець із комунікацій (зі знанням англійської та польської мов). На момент вступу знання польської мови не обов'язкове.

## Основні напрямки науково-дослідницької діяльності
Історія, теорія та практика видавничої справи та редагування і журналістики; поліфункціональність української мови в синхронії та діахронії; модернізм і постмодернізм в літературі ХХ ст.; психоаналіз як метод сучасного літературознавства; Леся Українка і зарубіжна література; українська  література: традиції і сучасність; Леся Українка та її доба; літературна Волинь; граматичні одиниці й категорії української мови; мова української народної пісні; слов'янський мовно-літературний простір; українсько-польські мовно-літературні взаємини; українська мова на Волині; західнополіські говірки української мови тощо.
Щороку виходять чергові номери наукових журналів «Волинь філологічна: текст і контекст», «Леся Українка і сучасність», «Науковий вісник СНУ. Мовознавство», «Науковий вісник СНУ. Літературознавство», «Фольклористичні зошити», «Лінгвостилістичні студії» [Архівовано 21 вересня 2016 у Wayback Machine.], «Типологія та функції мовних одиниць», «Масова комунікація: історія, сьогодення, перспективи», «Scripta manent: молодіжний науковий вісник факультету філології та журналістики».
Працює спеціалізована вчена рада для захисту кандидатських дисертацій зі спеціальності 10.02.01 — українська мова.

## Гуманітарно-виховна робота

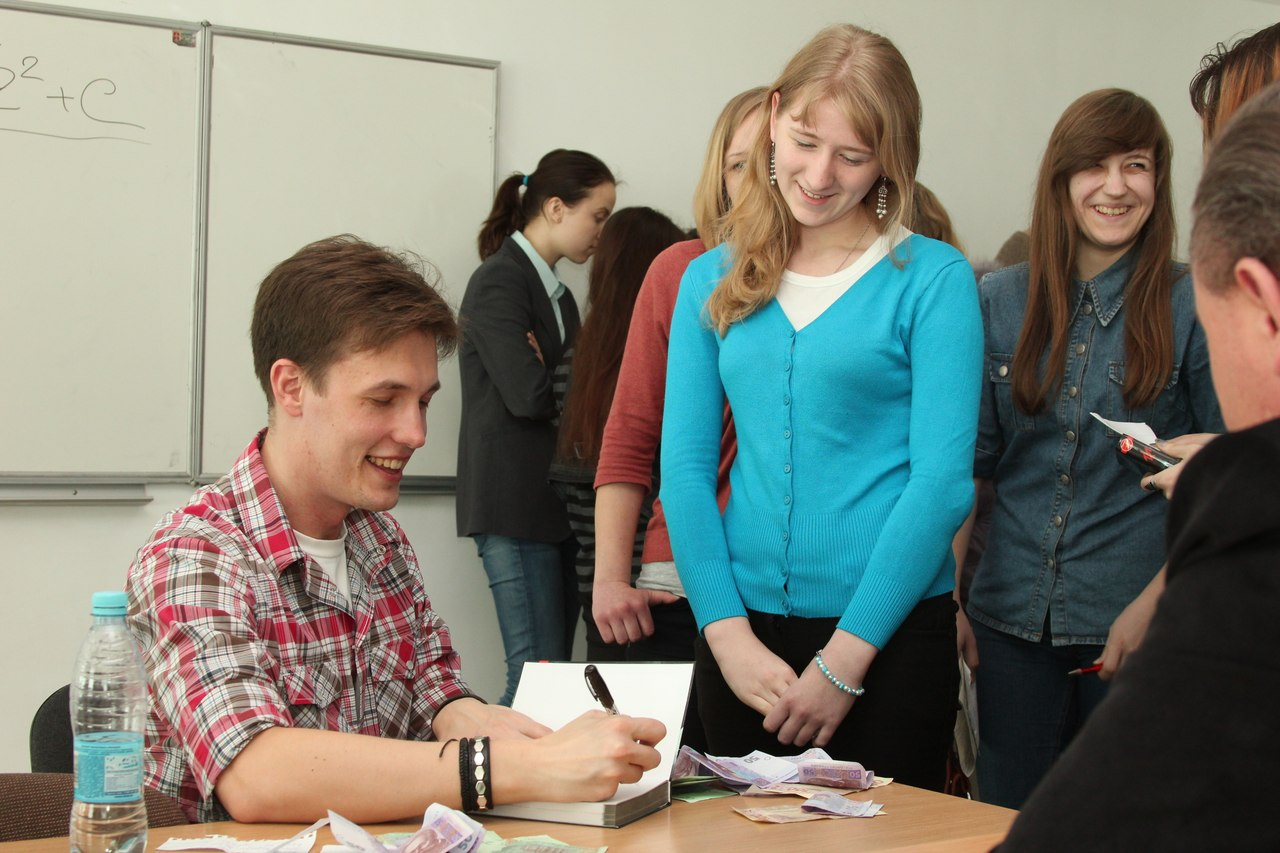
Зустріч із письменником Максом Кідруком

Гуманітарно-виховну роботу на факультеті філології та журналістики орієнтовано на базові цінності загальної і професійної культури, забезпечення оптимальних умов для становлення і самоактуалізації особистості студента. На факультеті збережено традиції, започатковані в попередні роки (День першокурсника, лінгвістичні турніри, літературні дискусії, круглі столи, урочисті академії до ювілеїв письменників, випускний бал, конкурси КВК, конкурси читців поезії, тиждень Інституту, Андріївські вечорниці, зустрічі з письменниками, літературно-мистецькі композиції, зустрічі з ветеранами праці, участь у фестивалі студентської творчості «Молодограй», конкурси творчих робіт, екскурсії тощо).
Традиційно студенти-філологи беруть участь у всеукраїнських мистецьких конкурсах і займають призові місця.

## Матеріально-технічна база

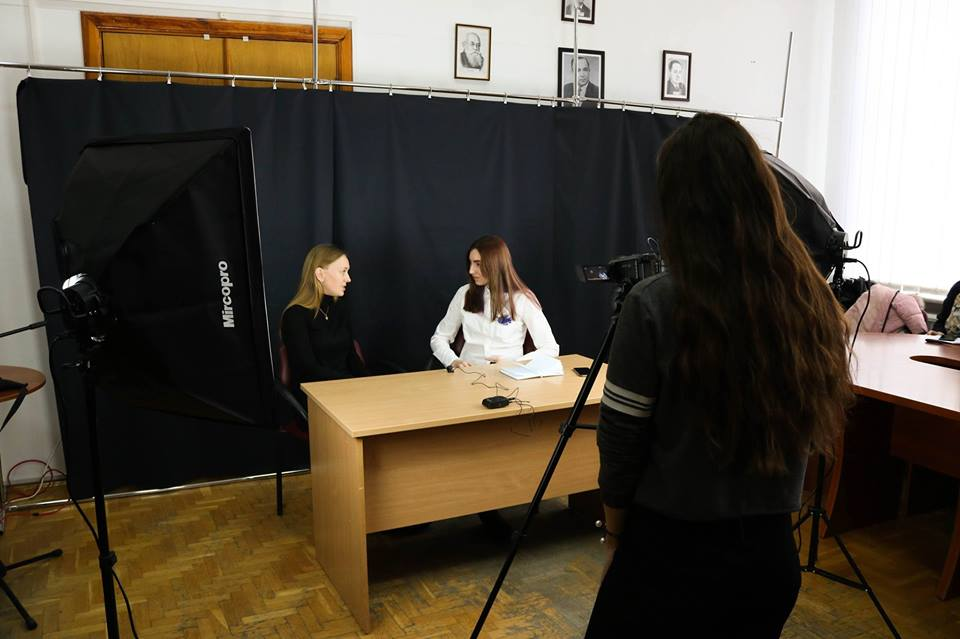
Навчальна телерадіостудія

- 20 аудиторій та 22 службові приміщення, із них 7 спеціалізованих кабінетів та навчально-наукових лабораторій (комп'ютерний клас, кабінет полоністики, навчальний медіацентр, навчальна телерадіостудія, західнополіський ономастико-діалектологічний фонд, кабінет шевченкознавства та ін.).
- Науково-дослідний Інститут Лесі Українки, музей Лесі Українки.
- Комп'ютерна мережа факультету філології та журналістики приєднана до системи «Internet», що дає можливість одержувати необхідну інформацію, яка використовується в навчальному процесі та науковій роботі викладачів і студентів.
- До послуг викладачів та студентів велика бібліотека, яка знаходиться в цьому ж приміщенні, їдальня.

## Додаткова інформація

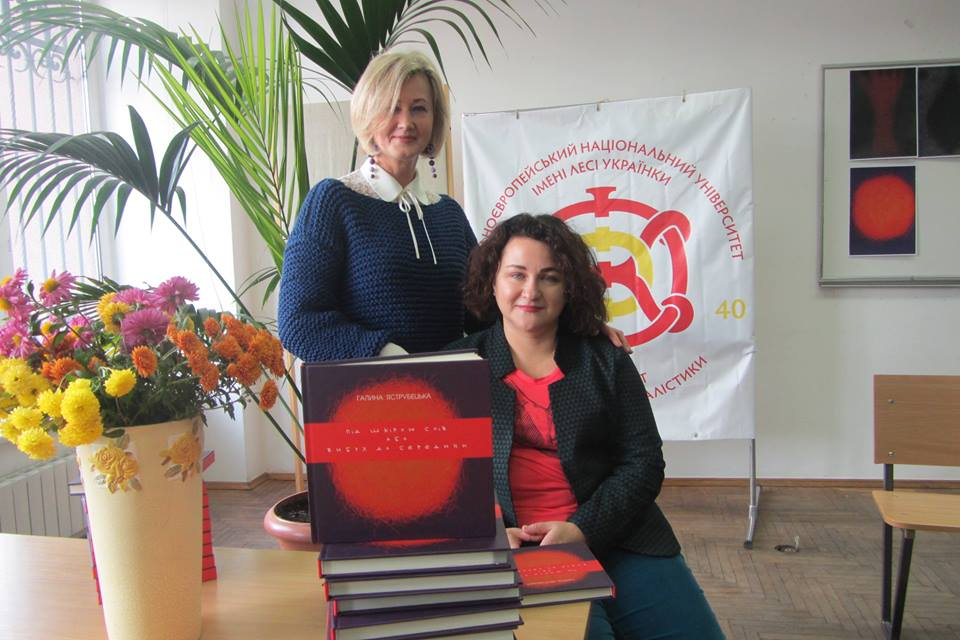
Професор Галина Яструбецька презентує свою нову книжку, 2018

- Видаємо газету "Об"єктив студентський".
- Працює телерадіостудія та навчальний медіацентр.
- Ведемо сайт та канал на YouTube «НІВРОКУ!».
- Атестуємо претендентів на державну службу, щодо вільного володіння українською мовою.
- Працює спецрада для захисту кандидатських дисертацій.
- Функціонує Громадська організація «Альтернативна журналістика».[2]
- Студентами створено літературну агенцію «стендаЛь».[3]
- Викладачі є членами Національної спілки письменників України, Національної спілки журналістів України.

## Випускники
Серед випускників філологічного факультету / факультетут філології та журналістики — наукові й педагогічні працівники, державні службовці, бібліотекарі, перекладачі, журналісти, видавці. Студентами свого часу були письменники І.Чернецький, Й.Струцюк, В.Вербич, Н.Горик, В.Слапчук, Г.Яструбецька, О.Пашук, А.Криштальський, С.Дружинович, І.Ольшевський, Т.Яков'юк, М.Мартинюк, О.Ляснюк, С.Стасюк, Н.Шульська та багато інших, журналісти О.Згоранець, Н.Шепель, Б.Стельмах, В.Куць, І.Сандрика, А.Подерня, І.Луцюк, І.Качан, Е.Форманюк, В.Грисюк, М.Доманська, Н.Ткачук, А.Бліннікова, А.Ольхович, І.Сасовська, М.Яблонський, Ю.Горожанов, І.Карпюк, О.Камінська, Т.Хомич, Е.Саркожаєва, Т.Урбан, І.Воробей, О.Лівіцька, О.Кузьмич, А.Собуцький, Т.Мизнікова, Т.Свирида, О.Шевчик, О.Блищик, П.Приймачок, А.Стамбульський, Н.Передрій, Ю.Горбач та інші. Більшість нинішніх науково-педагогічних працівників факультету також вихованці волинської філологічної школи.